# 韻腳詩
韻腳詩為新詩體系之一種，相較與過去的新詩，此風格更增添韻腳（所謂韻腳如：天、商、忙、凡…），讓人閱讀起此新詩，更增添聲母、節奏感之美，而能不同於單層面的文字表達。初由近代歌詞薰陶而醞釀起，雖為萌芽階段，但近來漸趨廣受好評。近期提倡者由「方文山」為首。